# Jakub Jeřábek
Jakub Jeřábek (* 12. Mai 1991 in Pilsen, Tschechoslowakei) ist ein tschechischer Eishockeyspieler, der seit Juli 2022 beim HC Oceláři Třinec in der tschechischen Extraliga unter Vertrag steht und dort auf der Position des Verteidigers spielt. Zuvor absolvierte Jeřábek unter anderem 39 Spiele für die Canadiens de Montréal, Washington Capitals und St. Louis Blues in der National Hockey League (NHL) und war vier Spielzeiten in der Kontinentalen Hockey-Liga (KHL) aktiv.

## Karriere
Jakub Jeřábek begann seine Karriere als Eishockeyspieler in seiner Heimatstadt in der Nachwuchsabteilung des HC Plzeň 1929, mit der er 2008 tschechischer U18-Meister wurde. Ab 2008 spielte er neben seinen Einsätzen in der U20-Mannschaft des Klubs auch bereits in der tschechischen Extraliga. Bis 2012 wurde er aber auch verschiedentlich an Mannschaften aus der zweitklassigen 1. Liga ausgeliehen und gewann diese 2011 mit dem HC Slovan Ústečtí Lvi, der ihn für die Playoffs engagiert hatte. Im selben Jahr wurde er vom HC Lev Poprad beim KHL Junior Draft in der vierten Runde als insgesamt 109. Spieler gezogen, verblieb aber in der Folge bei seinem Stammverein, für den er seit 2012 ausschließlich spielt. 2013 gewann er mit dem inzwischen wieder HC Škoda Plzeň genannten Klub den tschechischen Landesmeistertitel.
Nach der Saison 2015/16, in der er als bester Verteidiger der Extraliga ausgezeichnet wurde, wechselte Jeřábek in die Kontinentale Hockey-Liga (KHL) zum HK Witjas aus Podolsk. Dort verbrachte er eine Spielzeit, wurde dabei ins KHL All-Star Game berufen und unterzeichnete anschließend im Mai 2017 einen Einjahresvertrag bei den Canadiens de Montréal aus der National Hockey League (NHL). Dort kam er zu etwa gleichen Teilen in der NHL sowie beim Farmteam der Canadiens, den Rocket de Laval, in der American Hockey League (AHL) zum Einsatz. Im Februar 2018 gaben ihn die Canadiens dann an die Washington Capitals ab und erhielten im Gegenzug ein Fünftrunden-Wahlrecht für den NHL Entry Draft 2019. Mit den Capitals gewann er in der Folge den Stanley Cup, wobei er nicht auf der Trophäe verewigt wurde, da er in den Playoffs nur zwei Partien absolviert hatte. Sein auslaufender Vertrag wurde im Sommer 2018 nicht verlängert, bevor er im August 2018 in den Edmonton Oilers einen neuen Arbeitgeber fand. Noch vor Beginn der neuen Saison gaben ihn die Oilers allerdings im Oktober 2018 an die St. Louis Blues ab und erhielten im Gegenzug ein konditionales Sechstrunden-Wahlrecht für den NHL Entry Draft 2020.
Nachdem Jeřábek die Spielzeit 2018/19 überwiegend bei San Antonio Rampage in der AHL verbracht hatte, kehrte er zum HK Witjas in die KHL zurück. Im Sommer 2021 wechselte der Tscheche ligaintern zum HK Spartak Moskau. Zur Saison 2022/23 wechselte er wieder in seiner tschechischen Heimat, wo er beim HC Oceláři Třinec in der Extraliga einen Vertrag unterzeichnete.

### International
Für Tschechien nahm Jeřábek im Juniorenbereich an der U18-Weltmeisterschaft 2009 sowie den U20-Titelkämpfen 2010 und 2011 teil. Sein erstes Spiel in der tschechischen Herren-Auswahl absolvierte er bereits in der Spielzeit 2010/11. Sein Turnierdebüt gab er jedoch erst bei der Euro Hockey Tour 2015/16, bei der er zu sechs Einsätzen kam. Anschließend vertrat er sein Heimatland bei den Weltmeisterschaften 2016 und 2017 sowie den Olympischen Winterspielen 2022 im chinesischen Peking.

## Erfolge und Auszeichnungen
| - 2008 Tschechischer U18-Meister mit dem HC Plzeň 1929 - 2011 Meister der 1. Liga mit dem HC Slovan Ústečtí Lvi - 2013 Tschechischer Meister mit dem HC Plzeň 1929 - 2016 Bester Verteidiger der Extraliga | - 2017 Teilnahme am KHL All-Star Game - 2017 KHL First All-Star Team - 2023 Tschechischer Meister mit dem HC Oceláři Třinec |

## Karrierestatistik
Stand: Ende der Saison 2023/24

### International
Vertrat Tschechien bei:
| - U18-Junioren-Weltmeisterschaft 2009 - U20-Junioren-Weltmeisterschaft 2010 - U20-Junioren-Weltmeisterschaft 2011 | - Weltmeisterschaft 2016 - Weltmeisterschaft 2017 - Olympischen Winterspielen 2022 |

(Legende zur Spielerstatistik: Sp oder GP = absolvierte Spiele; T oder G = erzielte Tore; V oder A = erzielte Assists; Pkt oder Pts = erzielte Scorerpunkte; SM oder PIM = erhaltene Strafminuten; +/− = Plus/Minus-Bilanz; PP = erzielte Überzahltore; SH = erzielte Unterzahltore; GW = erzielte Siegtore; 1 Play-downs/Relegation; Kursiv: Statistik nicht vollständig)